# Roger Piantoni

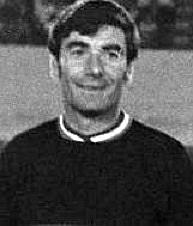
Roger Piantoni (1970)

Roger Piantoni (* 26. Dezember 1931 in Étain, Département Meuse; † 26. Mai 2018 in Nancy) war ein französischer Fußballspieler.

## Kindheit und Jugend
Der Enkel italienischer Immigranten wuchs bei seinen Großeltern in Lothringen auf, nachdem seine Mutter 1933 an einer Blutvergiftung gestorben und sein Vater 1940 als Zwangsarbeiter nach Deutschland verschleppt worden war. Nach seiner Schulzeit absolvierte Piantoni eine Ausbildung in der örtlichen Erzgrube La Mourière, aber als erster Junge seiner Familie nicht mehr als Bergmann, sondern als Landvermesser.
Piantoni stammte aus einer fußballbegeisterten Familie – sein Onkel Romeo Beneventi stand 1942/43 bei Red Star unter Vertrag – und spielte zunächst bei der US (später: ES) Piennes, einem nach dem Zweiten Weltkrieg sehr erfolgreichen Amateurklub aus Roger Piantonis Wohnort, in dem auch Thadée Cisowski groß geworden war und über den es hieß „6 Italiener und 5 Polen – oder umgekehrt“. Hier formte ihn der Trainer Hans „Jean“ Blaschek, ein ehemaliger Spieler bei Wacker Wien und FC Metz, und in dieser Zeit errang er auch seinen ersten französischen Meistertitel: nach einem 6:3 über das Team aus Nord-Pas-de-Calais (in dessen Reihen Raymond Kopa Regie führte) stand Piantoni mit der Juniorenauswahlmannschaft (Cadets) von Lothringen im Endspiel dieses Wettbewerbs. Als Vorspiel zum Herren-Pokalfinale (Lille gegen Lens) am 9. Mai 1948 im Stade Yves-du-Manoir von Colombes gewann Lothringen gegen die Elf der Provence-Côte-d’Azur (unter anderem mit Francis Méano) aufgrund zweier Piantoni-Tore 2:1.

## Die Vereinskarriere
Seine Profikarriere begann in der Saison 1950/51 in seiner lothringischen Heimat beim FC Nancy, wo er zusammen mit seinem Sturmpartner, dem Linksaußen Léon Deladerrière, schnell ein gefährliches Duo bildete. Gleich in seiner allerersten Saison wurde Piantoni mit 28 Treffern Torschützenkönig der Division 1. Bereits mit 20 Jahren wurde er erstmals in die Nationalelf berufen (1:1 in Irland) und führte sich auch dort mit seinem Tor gleich erfolgreich ein. Der schmächtige, linksfüßige und technisch brillante Angriffsspieler wird trotz seines frühen, steilen Aufstiegs als stets höflich und bescheiden beschrieben und zugleich als „der begabteste und vielseitigste französische Kicker seiner Generation“ (Denis Chaumier).
1954 bemühten sich sowohl Internazionale Mailand als auch Juventus Turin darum, ihn zu verpflichten, und er bat seinen Präsidenten, ihm diese Chance der Rückkehr zu seinen Wurzeln zu ermöglichen. Der jedoch lehnte ohne weitere Begründung ab – und der enttäuschte Piantoni erwog eine Zeit lang ernsthaft, ganz mit dem Profisport aufzuhören. Noch tiefer traf ihn dann, was er erst Jahre später (und nicht etwa von Nancys, sondern von Reims’ Präsidenten Henri Germain) erfuhr: Nancy hatte sich längst verpflichtet, den Halbstürmer, wenn überhaupt, dann nur an Stade de Reims abzugeben.
Als der FC Nancy, der sechs Jahre lang trotz Piantoni immer nur einen Platz im Tabellenmittelfeld erreichte, 1957 sogar in die zweite Liga absteigen musste, machte der seinerzeit erfolgreichste französische Klub aus der Champagne von dieser Option Gebrauch und verpflichtete Piantoni. Die Bedingungen dieses Transfers sind typisch für den französischen Profifußball jener Zeit: Reims hatte sich das Vorkaufsrecht auf die Nummer 10 bereits seit 1952 durch jährliche Zahlungen in bis heute nicht bekannter Höhe gesichert. Als dann Piantonis Verkauf wegen des Abstiegs finanziell notwendig wurde, musste Reims zusätzlich noch den rekordverdächtigen Ablösebetrag von 25 Mio. alten Francs bezahlen sowie zwei Spieler (Jean Templin und Raoul Schollhammer) ablösefrei an Nancy abgeben – gefragt wurde keiner der beteiligten Fußballer.
In Reims stand Roger Piantoni immerhin nun mit Größen wie Armand Penverne, Robert Jonquet, Jean Vincent und Just Fontaine in einer Mannschaft – und der ja auch bereits „gestandene“ 20-fache Nationalspieler hatte keine Probleme damit, sich in diese Mannschaft unter Trainer Albert Batteux einzufügen. Dass dies zum allseitigen Nutzen geschah, lässt sich an den Erfolgen ablesen, die Stade Reims mit und durch Piantoni einsammelte: Gleich in seinem ersten Jahr (1957/58) gelang das Double (Meister und Pokalsieger); Fontaine gewann die Torjägerkanone (34 Treffer), aber Piantoni steuerte immerhin auch 17 Tore zum Titelgewinn bei. 1960 und 1962 kamen weitere Landesmeistertitel dazu, und als Krönung 1959 das Erreichen des Europapokalfinals (0:2 gegen Real Madrid). Für Piantoni selbst wie für etliche seiner Mannschaftskameraden fiel in diese Zeit außerdem noch der dritte Platz mit der Nationalelf bei der Weltmeisterschaft in Schweden, bis dahin der größte Erfolg der Équipe Tricolore. Zudem wurde der Linksfuß 1961 erneut bester Torjäger der Division 1: er erzielte, wie zehn Jahre zuvor, 28 Treffer. Allerdings war er zunehmend von Verletzungen geplagt – verursacht durch rüde Attacken mancher Gegenspieler, die Piantonis Technik nichts anderes entgegenzusetzen hatten – und musste mehrmals operiert werden. Insbesondere von den Folgen des brutalen Einsteigens des bulgarischen Abwehrspielers Largov im Oktober 1959 (doppelter Kniebruch) hat er sich nie mehr völlig erholt: 1961/62 bestritt er nur 18, 1962/63 sogar nur sechs von jeweils 38 Ligaspielen. Deshalb beendete er seine Nationalmannschaftskarriere auch bereits 1961.
Als Reims 1964 überraschend nur Tabellenletzter wurde, schloss sich Piantoni – gemeinsam mit dem gleichfalls aus Lothringen zu Reims gekommenen Bruno Rodzik – dem in dieser Saison ebenfalls abgestiegenen OGC Nizza an, dem dann der sofortige Wiederaufstieg gelang und der 1965/66 einen guten Mittelfeldplatz in der Division 1 belegte. Das war für Piantoni der Zeitpunkt, mit dem Fußball aufzuhören.

### Stationen
- US Piennes (bis 1950)
- FC Nancy (1950–1957)
- Stade Reims (1957–1964)
- OGC Nizza (1964–1966)

## Der Nationalspieler
Zwischen November 1952 und September 1961 wurde Roger Piantoni insgesamt 37-mal in die Équipe Tricolore berufen (20 Einsätze für Nancy, 17 für Reims) und erzielte dort 18 Tore. Eine Verletzung, die er sich im Frühjahr 1954 im Länderspiel gegen Italien zugezogen hatte, verhinderte seine als sicher geltende Teilnahme bei der WM 1954; 1958 in Schweden war er allerdings dabei und erzielte dort auch drei Tore. Insbesondere mit Raymond Kopa harmonierte er prächtig, obwohl die beiden im Verein nie zusammengespielt hatten (Kopa kehrte erst 1959 zu Reims zurück und spielte dann noch vier Jahre neben Piantoni); und vielen Torerfolgen von Just Fontaine ging ein Zuspiel von Piantoni voraus. Die Fachzeitschrift France Football würdigte ihn posthum mit der Überschrift „Er war ein linksfüßiger Kopa“ und hob seine Universalität als Torjäger, Spielmacher und Ballverteiler hervor.

## Piantonis Leben nach dem Fußball
Nach Ende seiner aktiven Karriere betrieb Roger Piantoni bis 1970 ein Sportartikelgeschäft in Carpentras, kehrte dann nach Lothringen zurück und wurde Repräsentant von Adidas. Von 1970 bis 1988 war er außerdem Mitglied des Conseil fédéral des französischen Fußballverbandes. Seit Mitte der 1970er Jahre war Piantoni ein ob seiner ruhigen Art und Sachkunde begehrter Co-Kommentator, zunächst im Rundfunk (Europe 1), bald auch im Fernsehen (Antenne 2). Eine Tribüne des Stade Marcel Picot, in dem heute die AS Nancy Lorraine antritt, trägt Piantonis Namen – und der wieder in Nancy lebende Halblinke litt bis zu seinem Tod im Mai 2018 noch oft mit den Spielern „seiner“ ASNL.

## Palmarès
- Französischer Meister: 1958, 1960, 1962
- Französischer Pokalsieger: 1958
- Dritter bei der Weltmeisterschaft 1958
- Endspielteilnehmer im Europapokal der Landesmeister: 1959
- Torschützenkönig der französischen Division 1: 1951 (FC Nancy), 1961 (Stade Reims); fünftbester Torschütze aller Zeiten in Frankreichs erster Liga
- 394 Spiele und 203 Tore in Frankreichs höchster Spielklasse (217/91 für Nancy, 161/106 für Reims, 16/6 für Nizza)

## Belege
1. ↑  L'ancien international lorrain Roger Piantoni est décédé, französisch, abgerufen am 26. Mai 2018
2. ↑  Roger Piantoni, c’était Kopa en gaucher. In: France Football vom 29. Mai 2018, S. 54–57.

| Personendaten    | Personendaten                |
| ---------------- | ---------------------------- |
| NAME             | Piantoni, Roger              |
| KURZBESCHREIBUNG | französischer Fußballspieler |
| GEBURTSDATUM     | 26. Dezember 1931            |
| GEBURTSORT       | Étain, Frankreich            |
| STERBEDATUM      | 26. Mai 2018                 |
| STERBEORT        | Nancy                        |